# Caliadurgus fasciatellus
Caliadurgus fasciatellus (лат.) — вид дорожных ос (Pompilidae).

## Распространение
Неотропика. Палеарктика: Австрия, Белоруссия, Бельгия, Великобритания, Германия, Испания, Италия, Польша, Россия, Румыния, Финляндия, Франция, Чехия, Югославия.

## Описание
Длина 6—10 мм. Брюшко с буровато-красными 1-м и 2-м сегментами. Шпоры средних и задних ног белые. Охотится и откладывают яйца на пауков родов Meta, Araneus (Araneidae).